# Kumarajiva
Kumārajīva (344 – 413) was een Kuqase boeddhistische monnik, geleerde en vertaler. Hij studeerde eerst de leerstellingen van de Sarvastivada-scholen. Later studeerde hij onder Buddhasvāmin en uiteindelijk werd hij Mahayana-boeddhist. Hierdoor ging hij de Madhyamaka-doctrine van Nagarjuna bestuderen. Hij ging in Chang'an wonen (de huidige Chinese stad Xi'an). 
Kumārajīva staat vooral bekend om zijn vertalingen van Sanskriet-soetra naar hanzi. Deze vertalingen hebben een belangrijke rol gespeeld in het verspreiden van Mahayana-boeddhisme naar landen als Vietnam, Korea en Japan.

## Bekende soetravertalingen
- Diamantsoetra
- Amitabhasoetra
- Lotussoetra
- Vimalakirti Nirdesa Sutra
- Mūlamadhyamakakārikā
- Aṣṭasāhasrikā Prajñāpāramitā Sūtra
- Mahāprajñāpāramitā Upadeśa

## Leerlingen
Kumārajīva bracht vier belangrijke leerlingen voort:
- Daosheng (道生)
- Sengzhao (僧肇)
- Daorong (道融)
- Sengrui (僧叡)